# Gozzio Battaglia
Gozzio Battaglia (Rimini, 1270 circa – Avignone, 10 giugno 1348) è stato un cardinale e politico italiano.

## Biografia
Nacque verso il 1270 a Rimini, in una famiglia di ricchi proprietari terrieri, mercanti e banchieri.
Fu professore all'Università di Coimbra, precettore a Carpentras e canonico a Palencia, Burgos e Ravenna. Il 14 giugno 1335 fu nominato patriarca titolare di Costantinopoli e mantenne l'incarico fino alla successiva nomina a cardinale.
Legato di papa Benedetto XII in Sicilia nel 1338, assieme al vescovo Ratherius di Vaison; scomunicò il re Pietro di Aragona e emanò un interdetto sul regno, se non fosse stato riconosciuto Roberto d'Angiò come loro re legittimo.
Fu creato cardinale presbitero del titolo di Santa Prisca nel concistoro del 18 dicembre 1338; il 5 maggio 1339 entrò nella curia papale di Avignone. Partecipò al conclave del 1342, che elesse papa Clemente VI. Scrisse il Tractatus de Varys et Virtutibus, dedicato a Galeatto Malatesta. Nel testamento lasciò la sua biblioteca personale ai nipoti Marco di Pietro e Guido di Fuscio.
Morì il 10 giugno 1348 a Avignone; fu sepolto nella chiesa di Sant'Agnese di Rimini.